# Primož Brezec
Primož Brezec (ur. 2 października 1979 w Postojnie) – słoweński koszykarz występujący na pozycji środkowego, reprezentant kraju, obecnie skaut zespołu Cleveland Cavaliers.
Brezec urodził się w miejscowości Postojna, oddalonej o 30 km od stolicy Słowenii, Ljublany. Brezec w latach 1998-2001 grał w tamtejszym klubie Olimpija Ljublana.
W 2000 został wybrany w drafcie z 27 miejsca przez Indianę Pacers. Po trzech latach, głównie przesiadywania na ławce zespołu z Indianapolis, Brezec w 2004 przeniósł się do zespołu Charlotte Bobcats. Jego najlepszy mecz w karierze NBA to 13 punktów. Po tułaczce po kilku klubach NBA, przeniósł się do ligi włoskiej w 2008. Na sezon 2009/2010 Brezec wrócił do NBA, do zespołu Philadelphia 76ers. W listopadzie 2010 został zawodnikiem rosyjskiego klubu Krasnyje Krylia Samara, a aktualnie występuje w zespole BC Niżny Nowogród w lidze rosyjskiej.

## Osiągnięcia
Na podstawie, o ile nie zaznaczono inaczej.
Drużynowe
- Mistrz:
  - Słowenii (1999, 2001)
  - Cypru (2015, 2016)
- Wicemistrz:
  - VTB (2014)
  - Cypru (2017)
- Brąz mistrzostw Rosji (2012)
- Zdobywca pucharu:
  - Słowenii (1999–2001)
  - Cypru (2017)
- Finalista pucharu Cypru (2016)

Indywidualne
- MVP:
  - pucharu Cypru (2017)
  - 4. kolejki Eurocup (2010/2011)
- Uczestnik meczu gwiazd ligi słoweńskiej (1999, 2001)
- Lider strzelców sezonu regularnego Eurocup (2011)

Reprezentacja
- Wicemistrz Europy U–22 (1998)
- Uczestnik mistrzostw:
  - świata (2006 – 12. miejsce, 2010 – 8. miejsce)
  - Europy (2003 – 10. miejsce, 2005 – 6. miejsce, 2009 – 4. miejsce)